# Ioannes Kaminiates

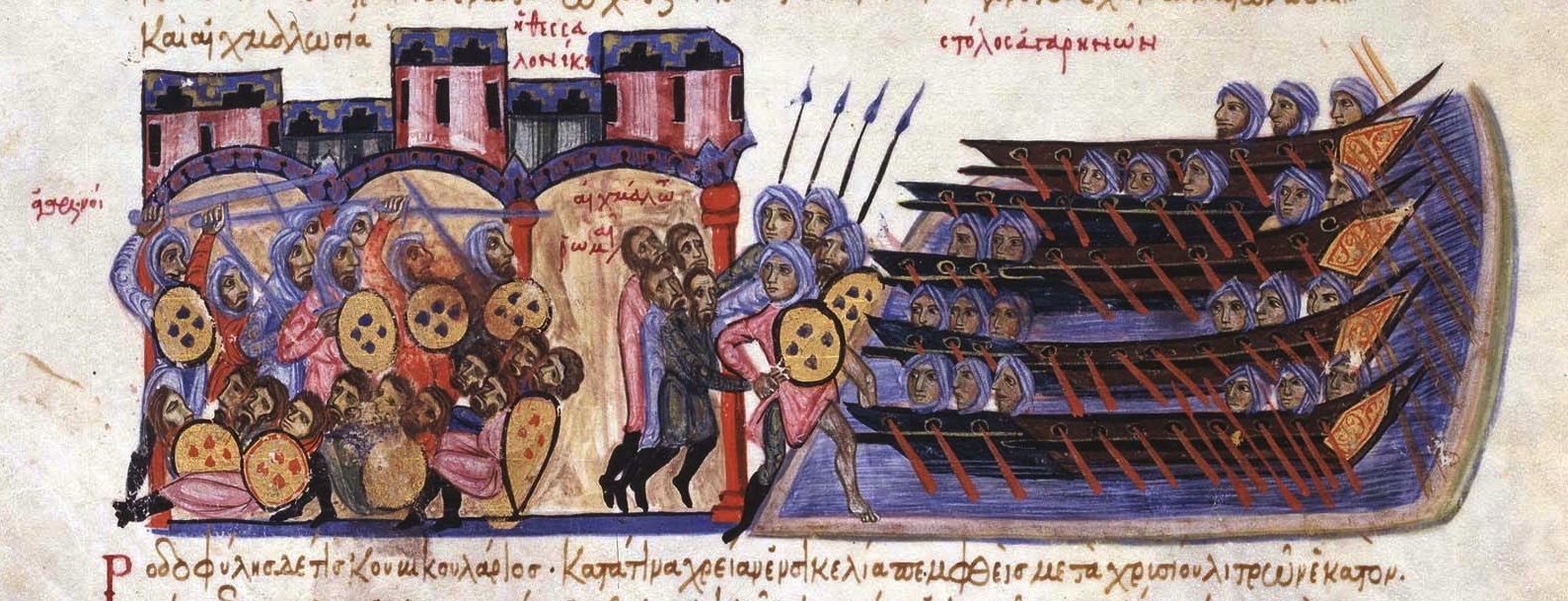
Vyplenění Soluně v roce 904
kronika Přehledné dějiny Ioanna Skylitza z poloviny 11. století, madridský rukopis

Ioannes Kaminiates (řecky Ιωάννης Καμινιάτης, někdy též Kaminatos nebo Kaminiatis; 9. – 10. století) byl řecký obyvatel Soluně v době, kdy město – tehdy jedno z největších v Byzantské říši – bylo obléháno a dobyto saracénskými vojsky pod vedením Leona z Tripolisu. Jeho popis plenění města O dobytí Soluně (řecky Εις την άλωσιν της Τεσσαλονικές, Eis tēn alōsin tēs Thessalonikēs) se dochoval ve čtyřech rukopisech, třebaže ani jeden z nich nebyl pořízen před čtrnáctým stoletím, což způsobuje jisté pochyby nad autenticitou textu.